# Le Bûcher
Pour l’article homonyme, voir Le Bûcher (Dragomán).
Le Bûcher est une nouvelle de Guy de Maupassant parue en 1884.

## Historique
Le Bûcher est une nouvelle, davantage une chronique, publiée dans le quotidien Le Figaro  du 7 septembre 1884.

## Résumé
À partir d'un fait divers réel, Maupassant relate la crémation d'un riche indien sur la plage d'Étretat.

## Éditions
- 1884 -  Le Bûcher, dans Le Figaro
- 1907 -  Le Bûcher, dans Œuvres complètes de Guy de Maupassant, Paris, Louis Conard.
- 1979 -  Le Bûcher, dans Maupassant, Contes et nouvelles, tome II, texte établi et annoté par Louis Forestier, Bibliothèque de la Pléiade, éditions Gallimard.
- Le Bûcher (Wikisource)